# Héroe cultural
Héroe cultural o héroe civilizador, es la denominación que la historia de las religiones y la mitografía le otorgan a aquellos personajes míticos o religiosos que en una cosmogonía determinada se les atribuye haber otorgado a una civilización sus conocimientos más básicos, la agricultura, los oficios, los ritos religiosos, las leyes, el orden social o la fundación de ciudades.
Este tipo de héroes se encuentran íntimamente ligados a los mitos fundacionales, ya que es el héroe cultural el que le da al mundo su orden y estructura actual, conforme a dicho pensamiento mítico, sacando al hombre de una etapa salvaje, separándolo del animal y llevándolo a una edad de oro más cercana a las divinidades.
El término fue referido en primer lugar a algunos personajes de las mitologías de los pueblos indígenas norteamericanos, especialmente Coyote. Al explicar la función del héroe cultural en dichas mitologías, el etnólogo Franz Boas explicaba:  

«En la que podríamos llamar era prehistórica, no era clara la distinción entre hombre y animales. Por fin, el héroe cultural aparece y transforma algunos de los seres de aquellos tiempos en animales y otros en hombres. Al final, enseña como matar animales, como hacer fuego y como vestirse ellos mismos. Él es el gran ser benevolente, el benefactor de la humanidad.»

Ejemplo clásico de héroe civilizador o cultural es el de Prometeo, quién en la mitología griega roba el fuego para llevarlo a los hombres y otorgarles la capacidad de comer alimentos cocidos.